# Villa Tunari
Villa Tunari – miasto w Boliwii, w departamencie Cochabamba, w prowincji Chapare.